# Комплекс «Істіклол»

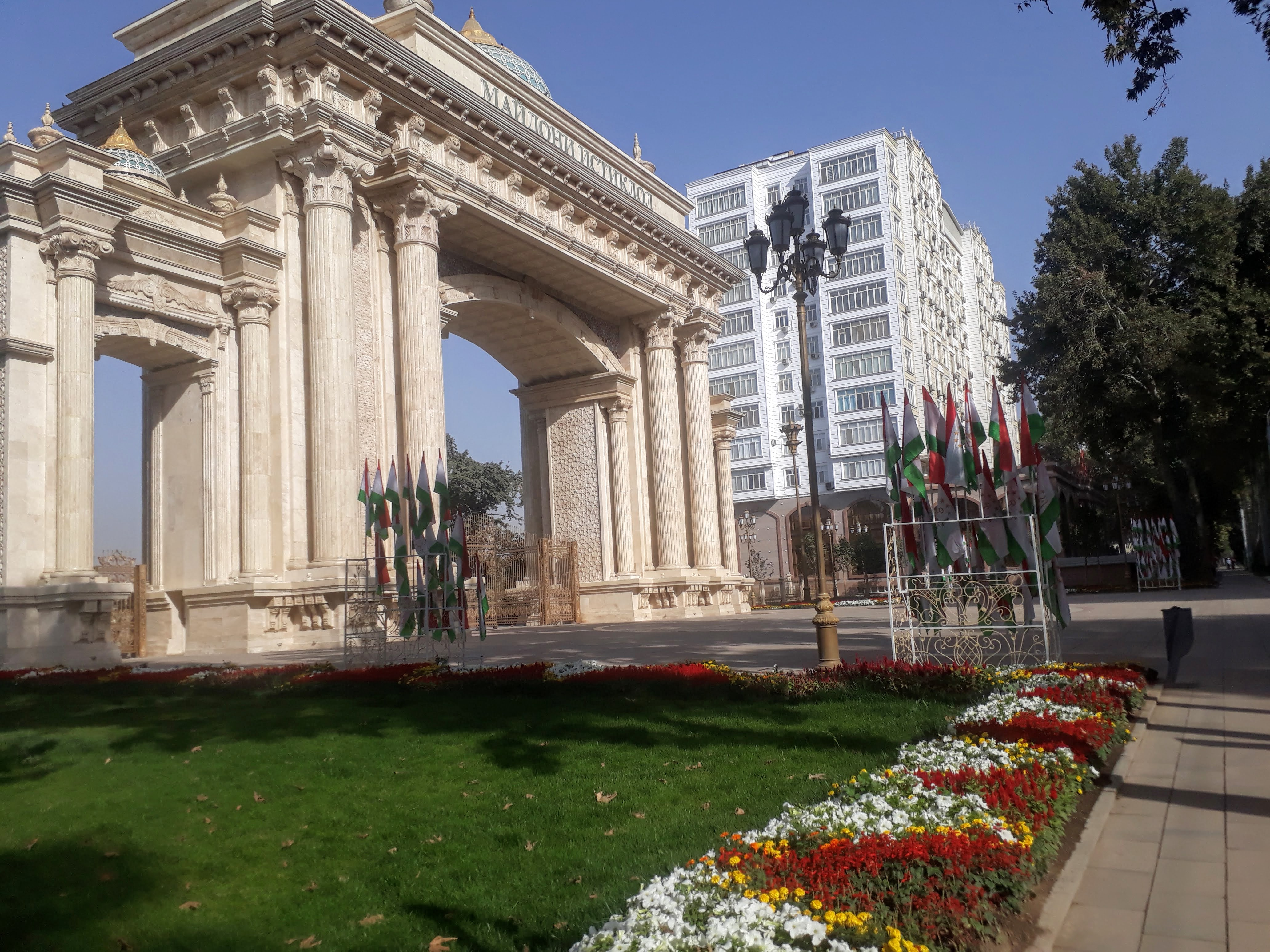
Головна арка

Комплекс «Незалежності» (тадж. Маҷмааи «Истиқлол»; також комплекс «Незалежність і Свобода») — Архітектурний комплекс «Істіклол» у центрі Душанбе розташований на проспекті Рудакі на припиненні вулиці Саїда Носіра неподалік Педагогічного університету Таджикистану. Комплекс «Істіклол» зданий в експлуатацію 8 вересня 2022.
Архітектурний комплекс має висоту 121 метр, що є символічним, тобто нижня частина комплексу 30 метрів — символ 30-річчя державної незалежності, а верхня частина 91 метр, що уособлює рік проголошення суверенітету країни та досягнення Таджикистану в період незалежності.
Загальна площа символічного комплексу «Істіклол» складає 11 900 квадратних метрів, а площа об'єкта, що будується, — 4 761 квадратний метр.
У верхній частині комплексу є 8-метрова корона з титану, що втілює у собі символ державності, незалежності, державної власності та цивілізації, пізнання історії стародавнього таджицького народу. Основа комплексу є восьмигранною пірамідою і складається з 7 входів.
Перший поверх архітектурного об'єкта складається з 7 відкритих та просторих виставкових залів, рецепції та кінозалу 5D на 12 місць. На другому поверсі комплексу організовано історичний музей міста Душанбе, який складається з галереї та «Тахті Точікон», має 15 робочих кімнат, переговорну та диспетчерську для камер спостереження.
Музей включає різні історичні етапи, і в основному в ньому зібрані знахідки, які були знайдені при археологічних розкопках в місті Душанбе. Зокрема, туди були поміщені кам'яні сокири, що належать до кам'яної доби, які були знайдені в махалі Лучоб та на березі річки Душанбінка.
Одним із найцікавіших місць комплексу є його оглядовий майданчик, який знаходиться на 14 поверсі, на рівні 94 метрів. Оглядовий майданчик кругла і має 4 великі телескопи.